# Макгилл, Барни
Барни Макгилл (англ. Barney McGill; 30 апреля 1890 — 11 января 1942) — американский кинооператор, который был номинирован на 4-й церемонии вручения премии «Оскар» за лучшую операторскую работу в фильме «Свенгали».

## Биография
Он родился в Солт-Лейк-Сити, штат Юта в 1890 году. Он был оператором более чем 90 фильмов с 1919 по 1941.